# Eriko Satō
Eriko Satō (佐藤江梨子?, Satō Eriko; Tokyo, 19 dicembre 1981) è un'attrice, modella e idol giapponese.

## Carriera
Debuttò in veste di attrice nel 1998, interpretando un ruolo nella serie televisiva Bishojo H. Nel 2001 debuttò nel cinema, interpretando un ruolo nel film d'azione Samurai Girl 21, diretto da Ataru Oikawa. Nel 2004 ebbe il suo primo ruolo importante, quello della celebre eroina dei manga Cutie Honey, in Cutie Honey, diretto da Hideaki Anno, quindi interpretò dieci episodi della miniserie televisiva Densha otoko. Nel 2008 vinse il premio come miglior attrice al Yokohama Film Festival, per la sua interpretazione in Funuke domo, kanashimi no ai wo misero.

## Filmografia

### Cinema
- Samurai Girl 21, di Ataru Oikawa (2002)
- Copycat Killer (Mohou-han), di Yoshimitsu Morita (2002)
- Playgirl, di Shunichi Kajima (2003)
- Gūzen ni mo saiaku na shōnen, di Su-yeon Gu (2003)
- Cutie Honey, di Hideaki Anno (2004)
- Nihon chinbotsu, di Shinji Higuchi (2006)
- Carved (2007)
- Silver Season (2007)
- Kuchisake onna, di Kōji Shiraishi (2007)
- Funuke domo, kanashimi no ai wo misero, di Daihachi Yoshida (2007)
- Gin'iro no season, di Eiichiro Hasumi (2008)
- Akifukaki, di Toshiharu Ikeda (2008)
- L change the WorLd, di Hideo Nakata (2008)
- Shayō (2009)
- Goemon, di Kazuaki Kiriya (2009)

### Televisione
- Bishojo H (1998)
- Kaidan Hyaku Monogatari (Fuji TV, 2002, ep. 8)
- Lunch no joō (Fuji TV, 2002)
- Orange Days (TBS, 2004, ep. 1)
- Tokyo Wankei: Destiny of Love (Fuji TV, 2004)
- Koi ni ochitara (Fuji TV, 2005)
- Densha Otoko (Fuji TV, 2005)
- Aibou 4 (TV Asahi, 2005)
- Smap x Smap (2006)
- CA to Oyobi (NTV, 2006)
- Shin ningen kōsaten (NHK, 2006)
- Tenka Souran ~Tokugawa Sandai no Inmo (TV Tokyo, 2006)
- Sengoku Jieitai (NTV, 2006)
- Densha Otoko: Deluxe~Saigo no Seizen (Fuji TV, 2006)
- My Sweet Home (NTV, 2007)
- Kikujiro to Saki 3 (TV Asahi, 2007)
- Aoi hitomi to nuage (WOWOW, 2007)
- The Quiz Show (NTV, 2008, epp. 5-6)
- Yasuko to Kenji (NTV, 2008, ep. 3)
- Ikemen sobaya tantei (NTV, 2009, epp. 5-6)
- Konkatsu! (Fuji TV, 2009, ep. 10)
- Otokomae! 2 (NHK, 2009)
- Rikon dōkyo (NHK, 2010)
- Yamato Nadeshiko shichi henge (TBS, 2010)
- LADY~Saigo no Hanzai Profile~ (TBS, 2011, ep. 2)
- Bartender (TV Asahi, 2011, ep. 7)
- Soredemo, ikite yuku (Fuji TV, 2011)
- Himitsu no kankei ~Sensei wa dōkyonin~ (BeeTV, 2011)
- Koko ga uwasa no El Palacio (TV Tokyo, 2011)
- Pocket ni bōken o tsumekonde (TXN, 2023)